# Rosemarie Fendel
Rosemarie Fendel (Coblenza, 25 aprile 1927 – Francoforte sul Meno, 13 marzo 2013) è stata un'attrice, doppiatrice, regista teatrale e sceneggiatrice tedesca.
Attrice attiva prevalentemente in campo televisivo e teatrale, tra grande e - soprattutto - piccolo schermo, apparve in oltre 150 differenti produzioni, a partire dalla metà degli anni cinquanta.

## Biografia
Nata a Coblenza, nel quartiere di Metternich, il 25 aprile 1927, dopo aver studiato recitazione con Maria Koppenhöfer, fece il proprio debutto a teatro nel 1947 a Monaco di Baviera salendo sul palco dei Münchner Kammerspiele. In seguito lavorò a Düsseldorf, Tübinga, Francoforte ed allo Schillertheater di Berlino. Contemporaneamente collaborò con produzioni cinematografiche e televisive, scrivendo anche sceneggiature per film e commedie tv.
Dal 1948 Rosemarie Fendel cominciò anche un'importante attività di doppiatrice. Fu per anni la voce tedesca di Elizabeth Taylor (tra gli altri in Cleopatra, ne I commedianti ed in La lunga notte di Entebbe), Jeanne Moreau (tra gli altri in La sposa in nero ed in Viva Maria!), Annie Girardot e Dorothee Parker.. Prestò la sua voce anche a Gina Lollobrigida in Pane, amore e fantasia, a Simone Signoret in I diabolici ed a Angie Dickinson in Combattenti della notte. Nell'episodio "Il segreto di Nora Chandler" della serie Colombo (1972) doppiò Anne Baxter.
Molto attiva anche come attrice radiofonica, tra i suoi ruoli più noti si ricordano quello di Steve Temple negli otto episodi della produzione tedesca Paul Temple und der Conrad-Fall, realizzata nel 1959 dalla Bayerische Rundfunk con la regia di Willy Purucker. Fu l'unico radiodramma su Paul Temple prodotto dalla BR.
Nel 1955 si sposò con l'attore e regista Johannes von Borsody, dal quale si separò nel 1962 e da cui nel 1957 ebbe una figlia, Suzanne von Borsody, anch'ella attrice.
Tra il 1964-66 interpretò uno dei personaggi di maggiore successo,  quello di Irene Fuchs nella serie televisiva Der Nachtkurier meldet. Nel 1967, girando il film Il tatuaggio, conobbe il regista Johannes Schaaf, che diventerà poi il suo compagno.
Dal 1969 al 1970 comparì in 8 episodi della serie televisiva poliziesca Der Kommissar, interpretando il ruolo di Franziska Keller, la moglie di Herbert Keller (interpretato da Erik Ode). Nel 1980-81 lavorò allo Schauspiel di Francoforte, dove il suo compagno Schaaf era direttore e dove l'epoca della co-determinazione era prossima alla fine.
Dal 2005 al 2009 fu nel cast principale della serie televisiva Familie Sonnenfeld con il ruolo della nonna Marianne Sonnenfeld (la madre di Carlo Sonnenfeld, interpretato da Helmut Zierl).
Accanto alla carriera di attrice, la Fendel avviò anche alcuni progetti letterari e musicali: un duo con il chitarrista Olaf van Gonnissen; un progetto legato alle letture di Goethe con Willy Freivogel (flauto), Rainer Schumacher (clarinetto) e Sigi Schwab (chitarra) ed un progetto Mascha-Kaléko con la figlia Suzanne von Borsody ed il duo Freivogel/Schwab.
Una delle sue ultime apparizioni fu nella miniserie televisiva Una famiglia, diretta da Uli Edel e dedicata alla storia dell'Hotel Adlon, dove interpreta il ruolo di Sonja Schadt da anziana.
Morì in casa a Francoforte sul Meno il 13 marzo 2013, alla soglia degli 86 anni, dopo una breve malattia. Ultimamente risiedeva ad Höchst ed è stata sepolta al locale cimitero.

## Filmografia parziale

### Attrice

#### Cinema
- Ein Mann im schönsten Alter, regia di Franz Peter Wirth (1964)
- Alle Jahre wieder, regia di Ulrich Schamoni (1967)
- Il tatuaggio (Tätowierung), regia di Johannes Schaaf (1967)
- Der Italiener, regia di Ferry Radax (1971)
- Trotta, regia di Johannes Schaaf (1971)
- Traumstadt, regia di Johannes Schaaf (1973)
- Das Flugjahr, regia di Markus Fischer (1982)
- Ödipussi, regia di Vicco von Bülow (1988)
- Vorwärts, regia di René Perraudin (1990)
- Schtonk!, regia di Helmut Dietl (1992)
- Mensch Mutter, regia di Florian Gärtner (2003)
- Max Minsky und ich, regia di Anna Justice (2007)

#### Televisione
- Die Laune des Verliebten, regia di Werner Düggelin - cortometraggio TV (1956)
- Becket oder Die Ehre Gottes, regia di Rainer Wolffhardt - film TV (1962)
- Die Nacht der Schrecken, regia di Rolf von Sydow - film TV (1963)
- Die Entscheidung, regia di Rainer Wolffhardt - film TV (1963)
- Kommissar Freytag - serie TV, episodio 1x07 (1964)
- Slim Callaghan greift ein - serie TV, episodio 1x04 (1964)
- Schuß in d-moll, regia di Korbinian Köberle - film TV (1964)
- Die Physiker, regia di Fritz Umgelter - film TV (1964)
- Die Gäste des Felix Hechinger - serie TV, episodio 1x07 (1965)
- Onkelchens Traum, regia di Günter Gräwert - film TV (1965)
- Der Graue, regia di Korbinian Köberle - film TV (1965)
- Das Karussell, regia di Rolf von Sydow - film TV (1965)
- Klaus Fuchs: Geschichte eines Atomverrats, regia di Ludwig Cremer - film TV (1965)
- Das Kriminalmuseum - serie TV, episodi 2x05-3x02-3x04 (1964-1965)
- Ein Tag im Leben von..., regia di Trude Kolman - film TV (1965)
- Träume in der Mausefalle, regia di Rolf von Sydow - film TV (1966)
- Die fünfte Kolonne - serie TV, episodi 2x03-4x04 (1964-1966)
- Der Nachtkurier meldet... - serie TV, 42 episodi (1964-1966)
- Jacobowsky und der Oberst, regia di Rainer Wolffhardt - film TV (1967)
- Das Fräulein, regia di Hans Bachmüller - film TV (1967)
- Der Mann aus dem Bootshaus, regia di Johannes Schaaf - film TV (1967)
- Der Panamaskandal, regia di Paul Verhoeven - film TV (1967)
- Die Jubilarin, regia di Paul Vasil - film TV (1968)
- Le monde parallèle - serie TV, episodio 1x12 (1968)
- NBC Experiment in Television - serie TV, episodio 3x02 (1969)
- Der Besuch, regia di Victor Vicas - film TV (1969)
- Dem Täter auf der Spur - serie TV, episodio 1x04 (1969)
- Herr Wolff hat seine Krise, regia di Rainer Erler - film TV (1969)
- Tonys Freunde, regia di Paul Vasil - film TV (1969)
- Spaßmacher, regia di Karl Fruchtmann - film TV (1969)
- Ein Sonntag, ein Besuch, regia di Hans Bachmüller - film TV (1970)
- Morgen, ein Fenster zur Straße, regia di Dieter Schlotterbeck - film TV (1970)
- Drücker, regia di Franz-Josef Spieker - film TV (1970)
- Der Kommissar - serie TV, 8 episodi (1969-1970)
- Endspurt, regia di Harry Meyen - film TV (1970)
- Der Minister und die Ente, regia di Rolf von Sydow - film TV (1970)
- Schnee-Treiben, regia di Heinz Liesendahl - film TV (1971)
- Verdacht gegen Barry Croft, regia di Paul Verhoeven - film TV (1972)
- Adele Spitzeder, regia di Peer Raben - film TV (1972)
- Jugend einer Studienrätin, regia di Rainer Wolffhardt - film TV (1972)
- Gestern gelesen - serie TV, episodio 3x09 (1973)
- Alfie, regia di Karl Fruchtmann - film TV (1973)
- Im Reservat, regia di Peter Beauvais - film TV (1973)
- Auf den Spuren von Richard Wagners Tristan und Isolde, regia di Václav Kaslík - film TV (1973)
- Ein Fall für Männdli - serie TV, episodio 1x01 (1973)
- Unter Ausschluß der Öffentlichkeit - serie TV, episodio 1x05 (1974)
- Okay S.I.R. - serie TV, episodio 1x02 (1974)
- Motiv Liebe - serie TV, episodio 1x11 (1974)
- Le Dessous du ciel - serie TV (1974)
- Telerop 2009 - Es ist noch was zu retten - serie TV, episodio 1x12 (1974)
- Am Morgen meines Todes, regia di Oswald Döpke - film TV (1974)
- Neugierig wie ein Kind, regia di Oswald Döpke - film TV (1974)
- Tristan, regia di Herbert Ballmann - film TV (1975)
- L'ispettore Derrick (Derrick) - serie TV, episodio 2x12 (1975)
- Leonce und Lena, regia di Johannes Schaaf - film TV (1975)
- Gesucht wird... - serie TV, episodio 1x02 (1976)
- Meine beste Freundin, regia di Arno Assmann - film TV (1976)
- Tatort - serie TV, episodi 1x27-1x45-1x364 (1973-1997)
- Die Kette - miniserie TV (1977)
- Dona Rosita oder Die Sprache der Blumen - film TV (1978)
- Il commissario Köster (Der Alte) - serie TV, episodio 2x07, regia di Johannes Schaaf (1978)
- Theodor Chindler - Die Geschichte einer deutschen Familie - miniserie TV (1979)
- Eine Klasse für sich - Geschichten aus einem Internat - serie TV (1984)
- Die Kinder - serie TV, episodio 1x02 (1990)
- Haus am See - serie TV (1992)
- Hecht & Haie - serie TV, episodio 1x01 (1993)
- Praxis Bülowbogen - serie TV, episodio 4x13 (1993)
- Ein unvergeßliches Wochenende - serie TV, episodio 1x04 (1994)
- Verliebt, verlobt, verheiratet - serie TV (1994)
- Der Havelkaiser - serie TV, 5 episodi (1994-1995)
- Das Schwein - Eine deutsche Karriere - miniserie TV (1995)
- Mutter mit 18 - film TV (1995)
- Attenti a quei tre - serie TV, episodio 1x04 (1995)
- La nave dei sogni - episodi 1x26-1x31-1x36 (1995-2000)
- Stefanie - serie TV, episodio 2x02 (1996)
- Reise nach Weimar - film TV (1996)
- Polizeiruf 110 - episodi 25x04-29x10 (1995-2000)
- Freunde fürs Leben - serie TV, 5 episodi (1997)
- 14º Distretto - serie TV, episodio 7x12 (1997)
- Schloßhotel Orth - serie TV, episodio 2x02 (1997)
- Leinen los für MS Königstein - serie TV, episodi 1x01-1x07-1x08 (1997-1998)
- Ärzte - serie TV, episodio 6x03 (1998)
- Rosa Roth - serie TV, episodio 1x08 (1998)
- Ich schenk dir meinen Mann - film TV (1998)
- Ich liebe meine Familie, ehrlich - film TV (1998)
- Ich schenk dir meinen Mann 2 - film TV (2001)
- Dr. Sommerfeld - Neues vom Bülowbogen - serie TV, episodio 4x24 (2002)
- Edgar Wallace - Das Schloss des Grauens - film TV (2002)
- Liebe, Lügen, Leidenschaften - serie TV, 6 episodi (2002-2003)
- Bloch - serie TV, episodio 1x04 (2003)
- SOKO 5113 - serie TV, episodio 25x02 (2004)
- Die Farben der Liebe - film TV (2004)
- Familie Sonnenfeld - serie TV, 9 episodi (2005-2009)
- München 7 - serie TV, episodio 2x03  (2007)
- Pfarrer Braun - serie TV, episodio 5x02 (2007)
- Das zweite Leben - film TV (2007)
- Wenn wir uns begegnen - film TV (2008)
- Der Staatsanwalt - serie TV, episodio 5x03 (2011)
- Löwenzahn -  serie TV, episodio 31x15 (2012)
- Una famiglia - serie TV (2013)
- SOKO Wismar - serie TV, episodio 9x18 (2013)

### Sceneggiatrice
- Momo, regia di Johannes Schaaf (1986)

## Premi e nomination (lista parziale)
- 1972: Deutscher Fernsehpreis d'Oro come miglior attrice non protagonista per la sua interpretazione nel film Trotta
- 1974: Goldene Kamera come miglior attrice tedesca per le sue interpretazioni nei film Im Resevat e Trotta
- 2007: Bayerischer Filmpreis come miglior attrice per la sua interpretazione nel film TV Das zweite Leben

## Doppiatrici italiane
- Sonia Scotti in Una famiglia[6]